# František Holý
František Holý (20. dubna 1921, Malé Leváre – 21. ledna 1945, Bacúch) byl československý voják a příslušník výsadku Courier-5.

## Mládí
Narodil se 20. dubna 1921 v Malých Levároch v okrese Malacky. Otec František, matka Helena rozená Štvrtecká.
V květnu 1943 nastoupil jako telegrafista základní vojenskou službu v armádě Slovenského státu v Turčianskom svätom Martině a byl odeslán na východní frontu. Již po měsíci ale zběhl k partyzánům. O rok později se s pomocí sovětských vojenských orgánů dostal zpět na Slovensko jako pomoc sovětským výsadkářům v navazování kontaktů. 16. listopadu 1943 byl zatčen, ale polnímu soudu se zběhnutí nepodařilo dokázat (pouze svévolné vzdálení se od jednotky). 20. března 1944 byl odvelen do Itálie, kde v Avezzane znovu zběhl. Po vstupu do československé zahraniční armády byl zařazen do výcviku pro plnění zvláštních úkolů. Absolvoval paravýcvik a dále výcvik zpravodajský, spojovací a šifrovací.

## Nasazení
V noci ze 14. na 15. září byl společně s Erösem a Chramcem vysazen poblíž Liptovské Mary. Při seskoku byla sice zničena radiostanice, tu se však s pomocí Ch. Reikové z výsadku Amsterdam podařilo nahradit. Z 25. na 16. září byl společně s Chramcem zajat neidentifikovanou partyzánskou jednotkou. 10. listopadu se mu podařilo ze zajetí uprchnout a přes rodné Malé Leváre se dostal do Mýta pod Ďumbierom. Po dohodě s velitel Erösem se do poloviny ledna 1945 skrýval u své snoubenky v obci Bacúcha. Poté, co byla obec obsazena Němci byl udán a následně zatčen gestapem. Po vyšetřování byl propuštěn s povinností pravidelně se hlásit na německém velitelství. Proto se rozhodl odejít k partyzánům. Po navázání kontaktu s partyzány byl nimi obviněn z kolaborace, mučen a nakonec 21. ledna 1945 v dolině Hútky bez soudu zastřelen.

## Po válce
Po ukončení války bylo v listopadu 1945 jeho tělo exhumováno a pohřbeno na hřbitově v Plaveckom Mikuláši.

## Vyznamenání
- 1945 -  Československý válečný kříž 1939